# Etnies
Etnies es una marca estadounidense de zapatillas de Skate y "casual wear" de Lake Forest, California y fue comprada por Sole Technology Inc. Lleva 20 años haciendo zapatillas de skateboarding, pero recientemente ha empezado a hacer zapatillas y ropa específica para snowboard, bmx, motocross e incluso surf.

## Historia
Empezó en Francia en 1986. El nombre original de la marca no era Etnies, sino Etnics, derivado de la palabra "Ethnic", una subcultura del skate. Más tarde se renombró Etnies debido a cuestiones de tipo legal. En el año 1980, Pierré André tomó cargo del puesto de presidente de la firma, consiguiendo que Etnies fuera la primera marca de skate en tener un profesional del skateboard como presidente.
Etnies es la mejor marca de Sole Technology, su costo varía dependiendo del accesorio. Otras marcas como éS o Emerica están concentradas de manera más estrecha en las zapatillas del skate.